# Вушна раковина
Вушна раковина (лат. auricula) — зовнішня частина слухового аналізатора ссавців і людини, утворена еластичним хрящем, покритим шкірою.

## Людина
Хрящ визначає зовнішню форму раковини і її виступи: вільно заломлений край — завиток (helix), передній край завитка, розташований над слуховим ходом, називається ніжкою (crus helicis). На завитку в деяких людей помітно потовщення — рудиментарний Дарвінів горбок чи горбок вушної раковини (tuberculum auriculae). Паралельно завитку на увігнутому боці раковини йде протизавиток (antihelix), доверху він розходиться на дві ніжки (crura antehelicis): верхню (crus superius) і нижню (crus inferius). Між ніжками — трикутна ямка (fossa triangularis). Між завитком і протизавитком розташована заглибина — човноподібна ямка (scapha, fossa navicularis auriculae). Глибше, допереду від протизавитка, лежить чаша вушної раковини (concha auriculae), яка ніжкою завитка ділиться на дві частини: човник раковини (cymba conchae) і порожнину раковини (cavum conchae). Спереду порожнину обмежує виступ — козелок (tragus), навпроти його, на нижньому кінці протизавитка розташований протикозелок (antitragus). Козелок і протикозелок розділені міжкозелковою вирізкою (incisura intertragica). У нижній частині раковини розташована мочка (lobulus auriculae), що не містить хряща. У глибині вушної раковини за козелком відкривається отвір зовнішнього слухового ходу. За раковиною, у ділянці соскоподібного відростка скроневої кістки, розташована борозна вушної раковини (sulcus auricularis).
Шкіра вушної раковини покрита волосками, в товщі її залягають сальні і потові залози.

## Вушні раковини у тварин
Вушні раковини добре розвинені в нічних тварин (кажани), в деяких видів лісових копитних, пустельних видів собачих і ін. Вушна раковини сприяє уловлюванню, посиленню або віддзеркаленню звуків залежно від їхніх частот, визначенню просторового положення джерела звуку, захищає органи слуху від механічних пошкоджень при ритті або від попадання води при пірнанні, а також від звукових перевантажень за допомогою особливих захисних волосків, перекривання слухового проходу або згортання всієї раковини (деякі кажани).
В одних ссавців вушні раковини забезпечені особливою мускулатурою і рухливі, в інших рухливість мають і окремі її частини, в третіх, як і у людини, рухливість вушної раковини різко обмежена. У багатьох форм, які ведуть водний (китоподібні, сиренові, тюлені, моржі) або підземний спосіб життя (хохуля, кріт), вушні раковини спрощені або повністю зредуковані.